# Heinz Strischek
Heinrich (Heinz) Strischek war ein deutscher Skispringer.

## Werdegang
Strischek stammte aus Bad Reinerz im schlesischen Riesengebirge und startete für den dortigen Skiklub Bad Reinerz, später für Schreiberhau. Im Dezember 1926 war er u. a. neben Erich Recknagel, Walter Glaß, Franz Thannheimer und Wilhelm Braun Teilnehmer des ersten olympischen Trainingskurses der deutschen Ski-Elite, der die Teilnehmer auf die Olympischen Spiele 1928 vorbereiten sollte. Dort machte Strischeck mit Sprungweiten um die 50 Meter auf sich aufmerksam.
Auf seine Initiative wurde unweit seines Wohnhauses im heutigen Duszniki-Zdrój ab 1928 eine nach ihm benannte Schanze errichtet, die Weiten um die 30 Meter zuließ.
Im Januar 1932 belegte er im Sprunglauf den ersten Platz bei den Skimeisterschaften von Schlesien. Zuvor war er mehrfacher Gewinner der Eulesprungläufen auf der Eulenschanze im heutigen Sokolec, auf der er 1929 den Schanzenrekord errang.
Er bewohnte das Grillenhäusl im Kohlauer Tal, wo er noch 1937 als Skilehrer tätig war.